# Ministry of Defence Police
La Ministry of Defence Police (MDP - "Polizia del Ministero della difesa") è una forza di polizia civile sotto la responsabilità del Ministero della difesa del Regno Unito. All'interno del Ministero, appartiene alla Ministry of Defence Police and Guarding Agency (MDPGA), che è stata creata per fusione amministrativa il 1º aprile 2004 dal MDP e dal Ministero della difesa.
L'MDP è una forza di polizia speciale. È responsabile della sicurezza e dell'ordine nel campo della difesa, delle sue istituzioni subordinate e del suo personale. Dal 2008 ha anche sorvegliato le aziende di trasformazione del gas naturale per un periodo limitato di tre anni.
L'MDP non deve essere confusa con la Royal Military Police dell'esercito britannico, che fa parte delle forze di polizia militare nel Regno Unito. Oltre all'MDP, ci sono anche la Sovereign Base Areas Police (SBAP) a Cipro e la Gibraltar Defence Police (GDP) come ufficiali di polizia civile del Ministero della difesa. Essi sono indipendenti dall'MDP. Tuttavia, gli agenti di polizia di queste autorità sono addestrati presso la Scuola di Polizia del Ministero della difesa. Funzionari del GDP hanno assistito il MDP durante le celebrazioni di Trafalgar 200 a Portsmouth.
L'MDP ha 3.500 funzionari distribuiti su 110 stazioni in 86 località.

## Storia
La Ministry of Defence Police è stata creata nel 1971 dalla fusione di tre constabulary civili, l'Air Force Department Constabulary (precedentemente posto sotto il controllo del Ministero dell'Aria), l'Army Department Constabulary (precedentemente posta sotto il controllo dell'Ufficio di Guerra) e dell'Admiralty Constabulary (precedentemente sotto il controllo dell'Ammiragliato).
Queste ultime constabularies furono formate a seguito dello Special Constables Act 1923. I loro poteri provenivano da diverse fonti legislative. Nel 1984, il Comitato speciale per la difesa della Camera dei comuni ha riconosciuto le difficoltà incontrate dalla Ministry of Defence Police, le raccomandazioni del comitato hanno portato all'adozione del Ministry of Defence Police Act 1987.
Nel periodo 2004-2013, l'MDP ha fatto parte della Ministry of Defence Police and Guarding Agency (MDPGA), insieme al Ministry of Defence Guard Service (civile). A seguito di tagli al bilancio della difesa del Regno Unito a seguito della revisione strategica della difesa e della sicurezza del 2010, l'MDPGA è stata sciolta il 1º aprile 2013. L'MDP ha riguadagnato il suo status di forza di polizia autonoma. L'MSG è stato notevolmente ridotto ed è diventato parte integrante della nuova Defence Infrastructure Organisation.

## Attività

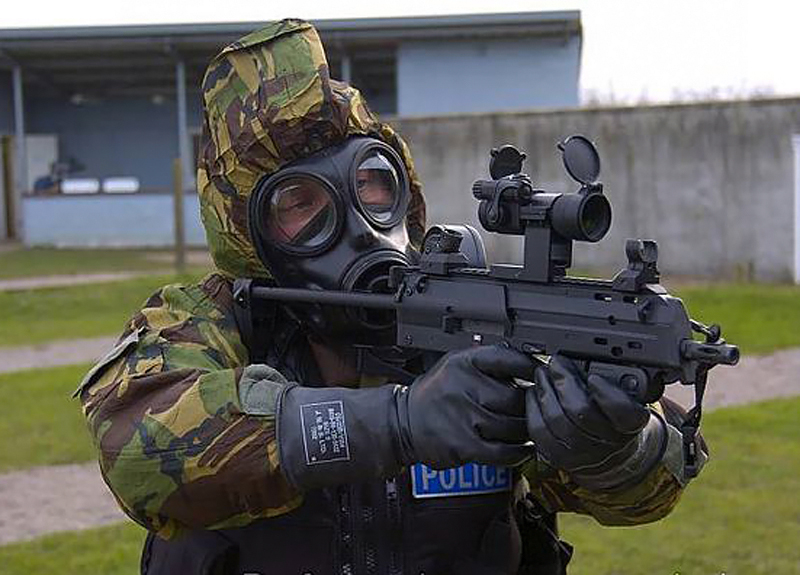
Ufficiale con protezione NBC

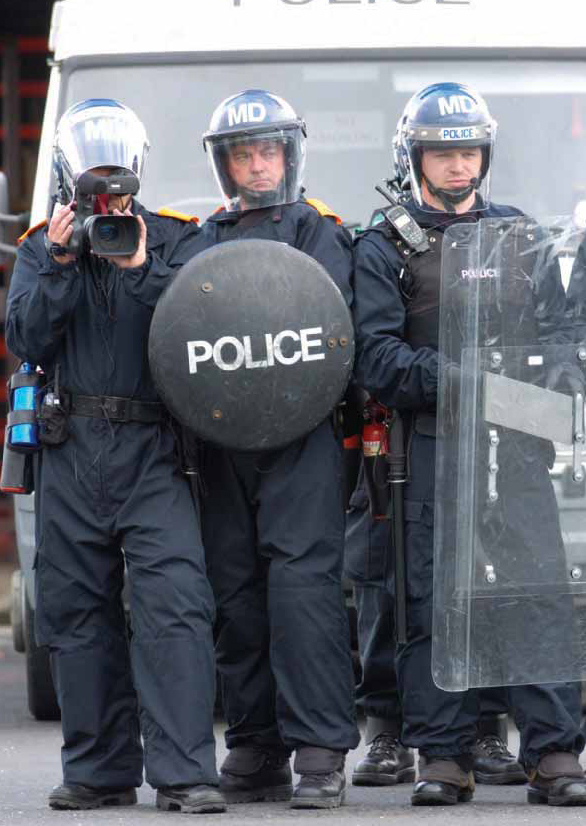
Unità antisommossa dell'MDP

L'MDP è il principale responsabile della sicurezza e dell'ordine nelle strutture del Ministero della difesa e non del servizio di polizia generale. Tuttavia, sostiene la polizia territoriale nel contesto dell'assistenza amministrativa. Mentre i membri del servizio di polizia hanno solo diritti limitati sui civili, i membri dell'MDP hanno pieni poteri di polizia su civili e soldati.
Gli agenti di polizia MDP sono attestati come agenti di polizia in uno dei tre sistemi legali del Regno Unito (Inghilterra e Galles, Scozia, Irlanda del Nord), a seconda di dove hanno sede. Tuttavia, la loro nomina non è limitata a un sistema legale. I suoi poteri non sono determinati dalla posizione, ma l'atto ufficiale deve essere in relazione con il Ministero della difesa. Tuttavia, non è necessario che si trovino sul territorio del Ministero della difesa per esercitare i loro poteri. Possono svolgere compiti di polizia territoriale o speciale se questi compiti sorgono durante un'attività correlata ai loro compiti effettivi. Ad esempio, è consentita la protezione di un luogo dove avvenga un incidente davanti a una caserma da parte dell'MDP o l'inseguimento di un criminale durante un pattugliamento.
L'MDP può anche agire su richiesta di un ufficiale di polizia di una polizia territoriale, incluso il Police Service of Northern Ireland, la British Transport Police o la Civil Nuclear Constabulary per assistere in uno specifico atto, indagine o attività ufficiale. Gli agenti di polizia dell'MDP hanno quindi il potere dell'autorità di polizia richiedente per il rispettivo caso. In caso di richiesta da parte di una polizia territoriale, i poteri sono limitati al territorio ufficiale della rispettiva autorità; nel caso di una polizia speciale, l'agente di polizia MDP ha gli stessi diritti di un agente di polizia della rispettiva polizia speciale.
Inoltre, il Chief constable di una qualsiasi delle autorità di cui sopra può chiedere assistenza all'MDP. Ad esempio, l'MDP era attiva alla riunione del G8 a Gleneagles nel 2005 a causa di tale richiesta. Inoltre, dopo gli attacchi terroristici al trasporto locale di Londra il 7 luglio 2005, l'MDP è stata attiva a causa di tale richiesta da parte del Metropolitan Police Service. Questa operazione è stata anche la più vasta da parte di ufficiali armati dell'MDP al di fuori della loro effettiva area di responsabilità.
Ad un agente di polizia dell'MDP possono essere garantiti i diritti di un agente di polizia di una polizia territoriale (urgently powers) se i fatti giustificano l'ipotesi che una persona abbia commesso, stia commettendo o stia per commettere un crimine o un intervento per contrastare un pericolo di vita o di morte la cui vita di una persona sia compromessa. L'agente di polizia può esercitare i suoi diritti solo se indossa un'uniforme o è in grado di identificarsi con una carta d'identità e ci sono buone ragioni per cui l'agente non può agire con i propri diritti e non sia possibile aspettare che la polizia locale lo faccia all'arrivo.
L'MDP divide i suoi compiti in cinque aree:
- Sicurezza armata e antiterrorismo
- Servizio in uniforme
- Indagini penali e frodi
- Condotta e prevenzione della criminalità
- Cooperazione internazionale e formazione

### Dipartimenti
L'MDP è rappresentata in 86 sedi con 120 uffici. Oltre alle caserme, questi includono aree di soggiorno militare, aree di addestramento militare, cantieri navali reali, l'Atomic Weapons Establishment, il Royal Arsenal, le Royal Ordnance Factories, le fabbriche di ordigni reali, strutture di ricerca e, da gennaio 2008, terminali di gas naturale come parte del programma Critical National Infrastructure. Dalla fine della guerra fredda e del conflitto nordirlandese, la chiusura del Royal Arsenal Woolwich e la privatizzazione di strutture come le Royal Ordnance Factories, ha ridotto il numero degli uffici. Inoltre, le guardie armate in molte caserme sono state rilevate dal Military Provost Guard Service (MPGS). Qui l'MDP è ancora in loco per puri compiti di polizia, ma con un personale ridotto.